# Geleitzug JW 56B
Der Geleitzug JW 56B war ein alliierter Nordmeergeleitzug, der im Januar 1944 im schottischen Loch Ewe zusammengestellt wurde und kriegswichtige Güter in das sowjetische Murmansk brachte. Die Alliierten verloren ein Geleitfahrzeug, während auf deutscher Seite ein U-Boot verlorenging.

## Zusammensetzung und Sicherung

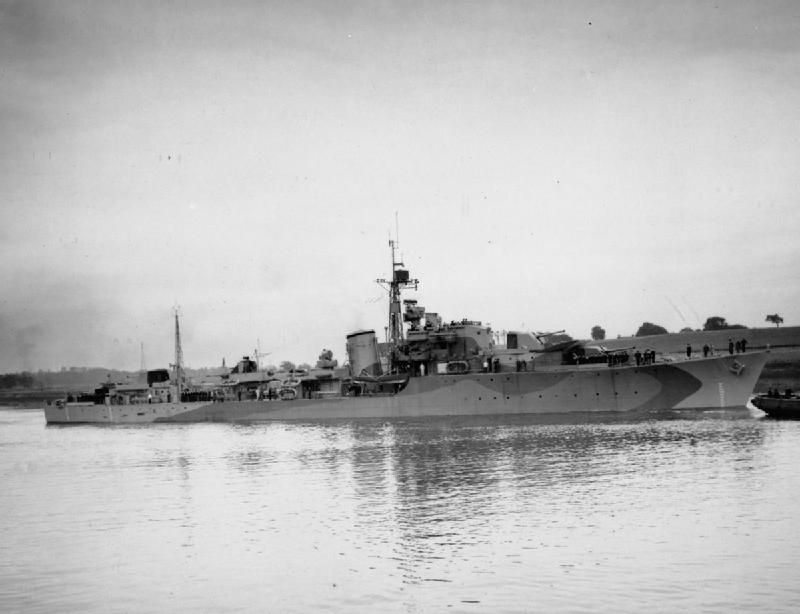
Die HMS Hardy wurde von U 278 so schwer torpediert, dass sie …

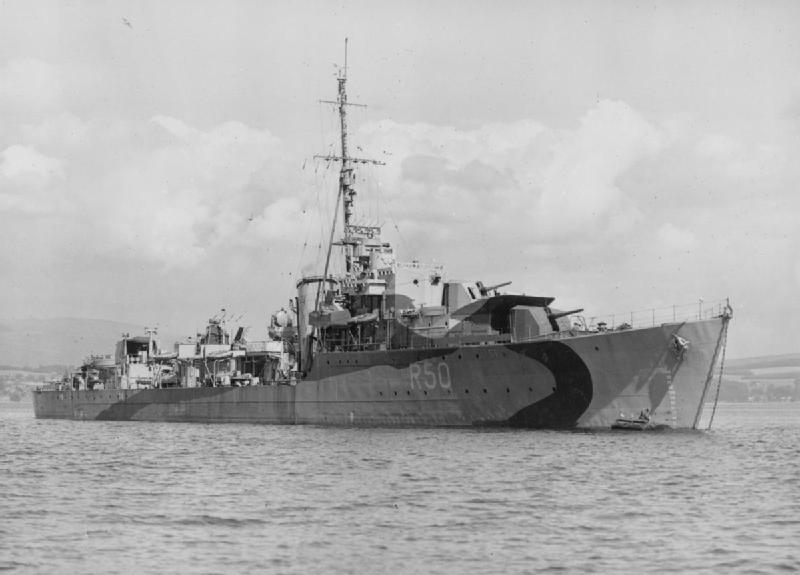
… von der HMS Venus versenkt werden musste

Der Geleitzug JW 56B setzte sich aus 17 Frachtschiffen zusammen. Am 22. Januar 1944 verließen sie das schottische Loch Ewe (Lage) in Richtung Murmansk (Lage). Die Sicherung übernahmen die britischen Zerstörer Milne, Musketeer, Opportune, Mahratta, Scourge, Meteor, Westcott, Whitehall und Wrestler, die Korvetten Rhododendron, Honeysuckle und Oxlip, die Minensucher Onyx, Hydra und Seagull, die Sloop Cygnet,  sowie der kanadische Zerstörer Huron. Die Fernsicherungsgruppe bestand aus den britischen Kreuzern Bermuda, Berwick und Kent.
| Name                 | Typ      | Flagge                 | Vermessung in BRT | Verbleib |
| -------------------- | -------- | ---------------------- | ----------------- | -------- |
| Abner Nash           | Frachter | Vereinigte Staaten     | 7177              |          |
| Alber C Ritchie      | Frachter | Vereinigte Staaten     | 7176              |          |
| Charles A McAllister | Frachter | Vereinigte Staaten     | 7176              |          |
| Edward L Grant       | Frachter | Vereinigte Staaten     | 7176              |          |
| Empire Tourist       | Frachter | Vereinigtes Königreich | 7062              |          |
| Fort Crevecoeur      | Frachter | Vereinigtes Königreich | 7191              |          |
| Fort Norfolk         | Frachter | Vereinigtes Königreich | 7131              |          |
| Henry Bacon          | Frachter | Vereinigte Staaten     | 7177              |          |
| Henry Lomb           | Frachter | Vereinigte Staaten     | 7176              |          |
| Henry Wynkoop        | Frachter | Vereinigte Staaten     | 7176              |          |
| John H B Latrobe     | Frachter | Vereinigte Staaten     | 7191              |          |
| John La Farge        | Frachter | Vereinigte Staaten     | 7176              |          |
| Paul Hamilton Hayne  | Frachter | Vereinigte Staaten     | 7177              |          |
| Robert Lowry         | Frachter | Vereinigte Staaten     | 7176              |          |
| Samuel Macintyre     | Frachter | Vereinigte Staaten     | 7176              |          |
| Willard Hall         | Frachter | Vereinigte Staaten     | 7200              |          |
| Winfried Smith       | Frachter | Vereinigte Staaten     | 7191              |          |

## Verlauf
Die Deutschen stellten zwischen der Bäreninsel und Norwegen die U-Boot-Gruppe Werwolf auf. Zu ihr gehörten die U-Boote U 278, U 313, U 472, U 425, U 601, U 737, U 956, U 957, U 973 und U 990. Am 29. Januar erfasste U 956 den Konvoi und führte in der Folge drei erfolglose Angriffe mit T-V-Torpedos auf Geleitfahrzeuge durch. In der Nacht vom 29. zum 30. Januar schlossen weitere U-Boote auf und griffen mit T-V-Torpedos an. Aber nur U 278 traf den Zerstörer HMS Hardy (Lage) so schwer, dass er von der HMS Venus versenkt werden musste. Im Gegenzug versenkten die Zerstörer HMS Whitehall und HMS Meteor das U-Boot U 314 (Lage). Weitere Angriffe der U-Boote blieben bis zum 1. Februar erfolglos. Der JW 56B erreichte am 1. Februar die Murmansk vorgelagerte Kola-Bucht. Er hatte den Zerstörer HMS Hardy verloren. Auf deutscher Seite ging U 314 verloren.